# Referendum costituzionale in Thailandia del 2007
Il referendum costituzionale in Thailandia del 2007 si svolse il 19 agosto 2007 per approvare la nuova Costituzione della Thailandia Se la bozza fosse stata respinta, il governo militare avrebbe avuto la libertà di scegliere qualsiasi costituzione precedente, da adattare e promulgare. L'affluenza alle urne fu di circa il 60%.

## Contesto
Con il colpo di stato in Thailandia del 2006, una giunta militare rovesciò il governo provvisorio di Thaksin Shinawatra il 19 settembre 2006, senza incontrare troppa resistenza. La giunta abrogò la Costituzione, sciogliendo il Parlamento e la Corte Costituzionale, arrestando e successivamente rimuovendo diversi membri del governo. Dichiarata la legge marziale, la giunta militare nominò uno dei Consiglieri Privati del re, il generale Surayud Chulanont, come Primo Ministro. La giunta militare in seguito scrisse una breve costituzione provvisoria e nominò un comitato per redigere una nuova costituzione permanente. La giunta ha anche nominato un'assemblea legislativa di 250 membri, definita da alcuni critici una "camera dei generali" mentre altri hanno affermato che manca di rappresentanti della maggioranza povera.
In questa bozza di costituzione provvisoria, il capo della giunta poteva rimuovere il primo ministro in qualsiasi momento. Al legislatore non è stato permesso di tenere un voto di fiducia contro il governo e al pubblico non è stato permesso di presentare commenti sui progetti di legge. Questa costituzione provvisoria è stata successivamente superata dalla costituzione permanente del 24 agosto 2007. La legge marziale è stata parzialmente revocata nel gennaio 2007. Il divieto di attività politiche è stato revocato nel luglio 2007, in seguito allo scioglimento del partito Thai Rak Thai avvenuta il 30 maggio.

## Modifiche proposte
I principali emendamenti alla costituzione thailandese includevano:
- nominare quasi la metà dei senatori, anziché eleggerli;
- limitare il Primo Ministro a 2 mandati quadriennali;
- vietare al Primo Ministro di partecipare in società private;
- semplificare la procedura di messa in stato d'accusa del Primo Ministro e degli altri ministri.

Il governo militare ha annunciato che a ogni famiglia del paese sarebbe stata inviata una copia della nuova costituzione prima del referendum. Un sondaggio di luglio aveva visto la maggioranza degli elettori a favore. Tuttavia, in molti casi, i voti favorevoli non erano reali indicatori di sostegno al nuovo testo, ma piuttosto per elezioni rapide, poiché il Consiglio per la sicurezza nazionale al governo aveva affermato che l'approvazione della nuova costituzione era un requisito per lo svolgimento delle elezioni parlamentari più tardi quell'anno.

## Risultati
| Scelta                        | voti       | %     |
| ----------------------------- | ---------- | ----- |
| Sì                            | 14.727.306 | 57.81 |
| No                            | 10.747.441 | 42.19 |
| Schede bianche/nulle          | 504.207    | –     |
| Totale                        | 25.978.954 | 100   |
| Elettori registrati/affluenza | 45.092.955 | 57.61 |
| Fonte: Democrazia Diretta     |            |       |

### Per regione
| Regione                | Sì         | Sì    | No         | No    | Affluenza (%) |
| Regione                | voti       | %     | voti       | %     | Affluenza (%) |
| ---------------------- | ---------- | ----- | ---------- | ----- | ------------- |
| Thailandia Centrale    | 5.714.973  | 66.53 | 2.874.674  | 33.47 | 57.72         |
| Thailandia del Sud     | 3,214,506  | 88.30 | 425.883    | 11.70 | 59.31         |
| Thailandia del Nordest | 3.050.182  | 37.20 | 5.149.957  | 62.80 | 54.39         |
| Thailandia del Nord    | 2.747.645  | 54.47 | 2.296.927  | 45.53 | 62.06         |
| Totale                 | 14.727.306 | 57.81 | 10.747.441 | 42.19 | 57.61         |

### Per provincia
Vi furono notevoli differenze nelle percentuali tra le regioni della Thailandia. In sei province del sud della Thailandia (Chumphon, Trang, Nakhon Si Thammarat, Songkhla, Surat Thani, Ranong), l'approvazione superò il 90%. D'altra parte, in 24 province del nord e del nordest la maggioranza dei votanti fu contraria alla bozza. In due province dell'estremo nord-est (Nakhon Phanom, Roi Et), il rifiuto superò addirittura il 75% dei voti.

## Conseguenze
Dopo l'approvazione della nuova costituzione, il Paese ritornò alla democrazia con le elezioni parlamentari del 23 dicembre 2007.